# Samuel Asamoah
Samuel Asamoah (Accra, 23 marzo 1994) è un calciatore ghanese naturalizzato togolese, centrocampista del Guangxi Pingguo.

## Caratteristiche tecniche
È un centrocampista centrale.

## Carriera

### Club
Cresciuto nelle giovanili dell'Eupen, ha esordito il 23 agosto 2012 in un match vinto 1-0 contro il Dessel Sport.

### Nazionale
Nel marzo del 2022 viene convocato per la prima volta dal Togo.

## Statistiche

### Presenze e reti nei club
Statistiche aggiornate al 30 gennaio 2017.
| Stagione        | Squadra         | Campionato      | Campionato | Campionato | Coppe nazionali | Coppe nazionali | Coppe nazionali | Coppe continentali | Coppe continentali | Coppe continentali | Altre coppe | Altre coppe | Altre coppe | Totale | Totale | Totale |
| Stagione        | Squadra         | Comp            | Pres       | Reti       | Comp            | Pres            | Reti            | Comp               | Pres               | Reti               | Comp        | Pres        | Reti        | Pres   | Reti   |        |
| --------------- | --------------- | --------------- | ---------- | ---------- | --------------- | --------------- | --------------- | ------------------ | ------------------ | ------------------ | ----------- | ----------- | ----------- | ------ | ------ | ------ |
| 2012-2013       | Eupen           | D2              | 32         | 2          | CB              | 1               | 0               |                    | -                  | -                  |             | -           | -           | 33     | 2      |        |
| 2013-2014       | Eupen           | D2              | 33+4       | 3          | CB              | 2               | 0               |                    | -                  | -                  |             | -           | -           | 39     | 3      |        |
| 2014-2015       | Eupen           | D2              | 28+5       | 5+2        | CB              | 2               | 0               |                    | -                  | -                  |             | -           | -           | 35     | 7      |        |
| 2015-2016       | OH Lovanio      | D1              | 17         | 1          | CB              | 1               | 0               |                    | -                  | -                  |             | -           | -           | 18     | 1      |        |
| 2016-2017       | Eupen           | D1              | 0          | 0          | CB              | 0               | 0               |                    | -                  | -                  |             | -           | -           | 0      | 0      |        |
| Totale Eupen    | Totale Eupen    | Totale Eupen    | 102        | 12         |                 | 5               | 0               |                    | -                  | -                  |             | -           | -           | 107    | 12     |        |
| 2017-2018       | Sint-Truiden    | D1              | 20         | 1          | CB              | 1               | 0               |                    | -                  | -                  |             | -           | -           | 21     | 1      |        |
| Totale carriera | Totale carriera | Totale carriera | 139        | 14         |                 | 7               | 0               |                    | -                  | -                  |             | -           | -           | 146    | 14     |        |